# Calophasidia
Calophasidia là một chi bướm đêm thuộc họ Noctuidae.

## Các loài
- Calophasidia cana (Turner, 1939)
- Calophasidia dentifera Hampson, 1909
- Calophasidia dichroa (Hampson, 1926)
- Calophasidia latens (Turner, 1929)
- Calophasidia lucala (Swinhoe, 1902)
- Calophasidia radiata (Swinhoe, 1902)